# Meindert Hobbema

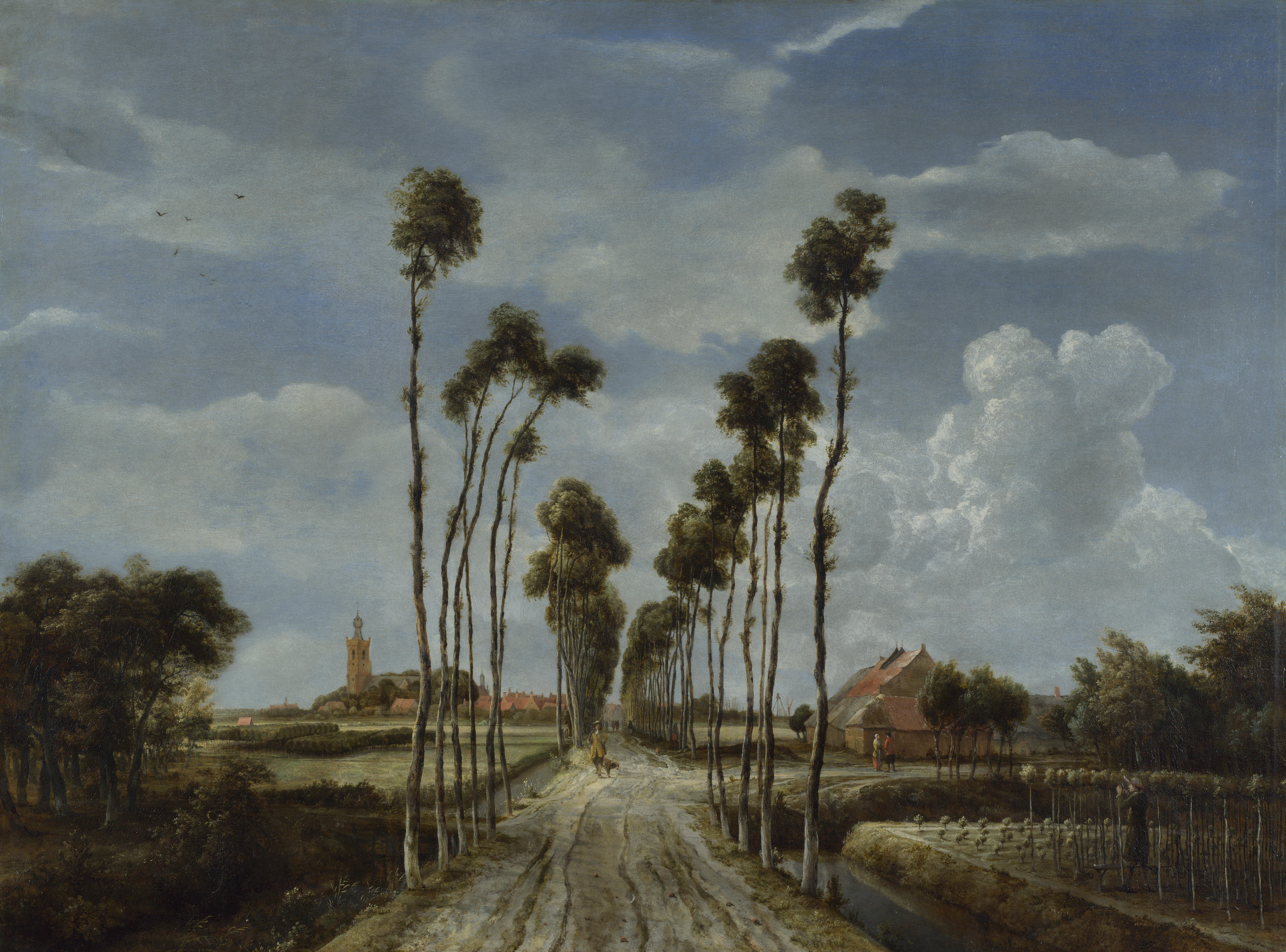
La avenida de Middelharnis, 1689, óleo sobre lienzo, 102 x 140 cm, Londres, National Gallery.

Meindert Lubbertsz. Hobbema (Ámsterdam, 1638 - 1709) fue un pintor barroco neerlandés especializado en la pintura de paisajes, discípulo de Jacob van Ruisdael.

## Vida

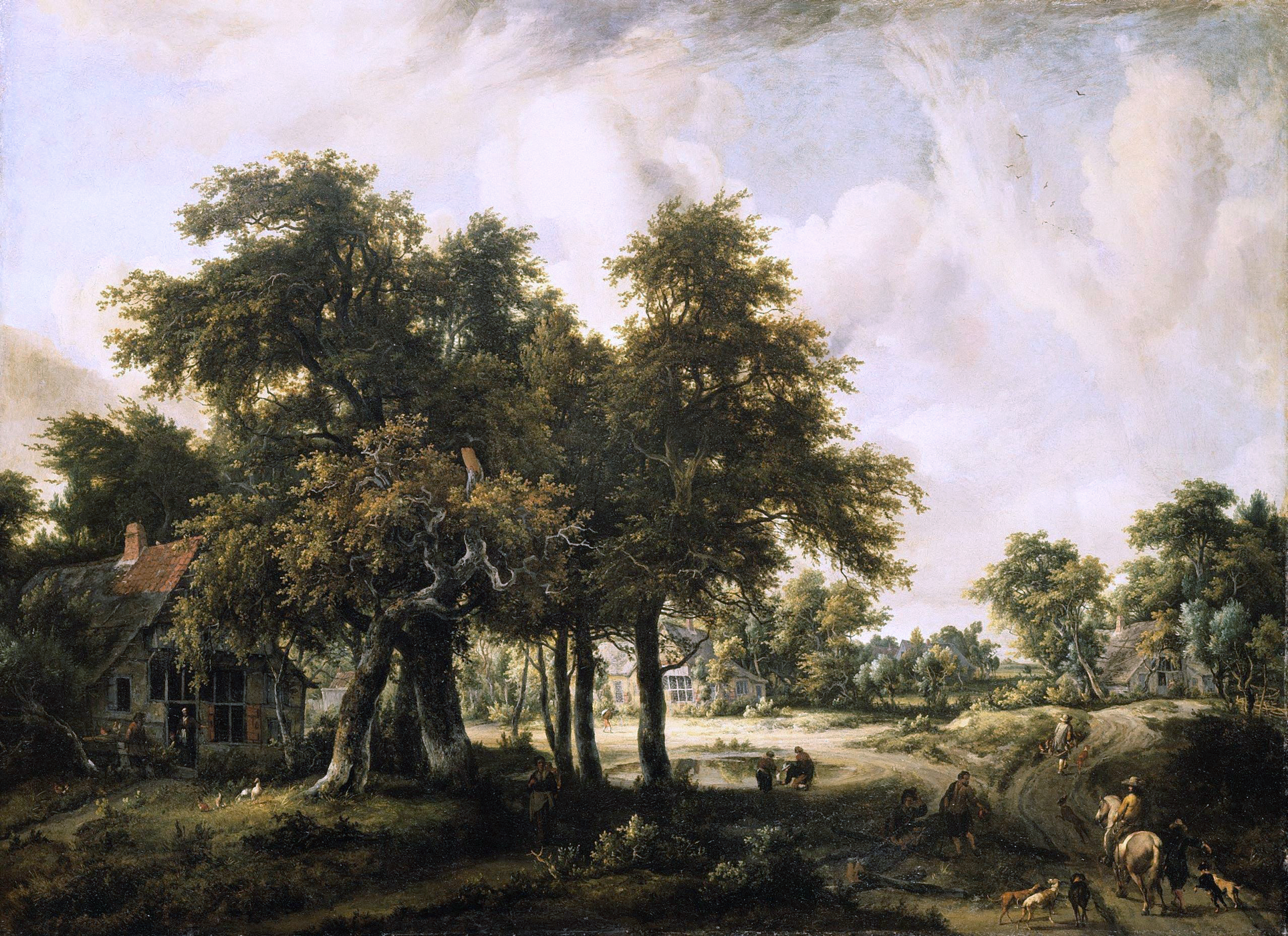
Paisaje boscoso con casas de campo.

Bautizado como Meindert Lubbertsz el 31 de octubre de 1638, ingresó en el orfanato municipal a los quince años y en 1657 se le documenta en el taller de Jacob van Ruisdael, al que podría haber llegado un par de años antes. En 1661 viajó en compañía de Ruisdael por Veluwe, Deventer y Ootmarsum, hasta Alemania. Sus primeras obras conocidas, fechadas entre 1658 y 1661, muestran estrecha dependencia de Ruisdael, sin desconocer otras posibles influencias de Salomon van Ruysdael y de Cornelis Vroom. El 25 de octubre de 1668, cerca de los treinta años, contrajo matrimonio con Eeltje Pieters en la Oude Kerk o Iglesia vieja de Ámsterdam. Testigos del matrimonio fueron el hermano de la novia, Cornelius Vinck y Jacob van Ruisdael. El mismo año comenzó a trabajar como inspector de la aduana municipal. Este trabajo, que mantuvo hasta su muerte, lo apartó en gran medida de la pintura, aunque la que es su obra más célebre y en la que se manifiesta un concepto nuevo del paisaje, La avenida de Middelharnis de la National Gallery de Londres, se fecha en 1689. Del matrimonio de Hobbema nacieron cuatro niños, entre 1668 y 1673. En 1704 Eeltje murió y fue enterrada en la sección de los pobres del cementerio de Leiden en Ámsterdam. El propio Hobbema le sobrevivió hasta diciembre de 1709.

## Obra

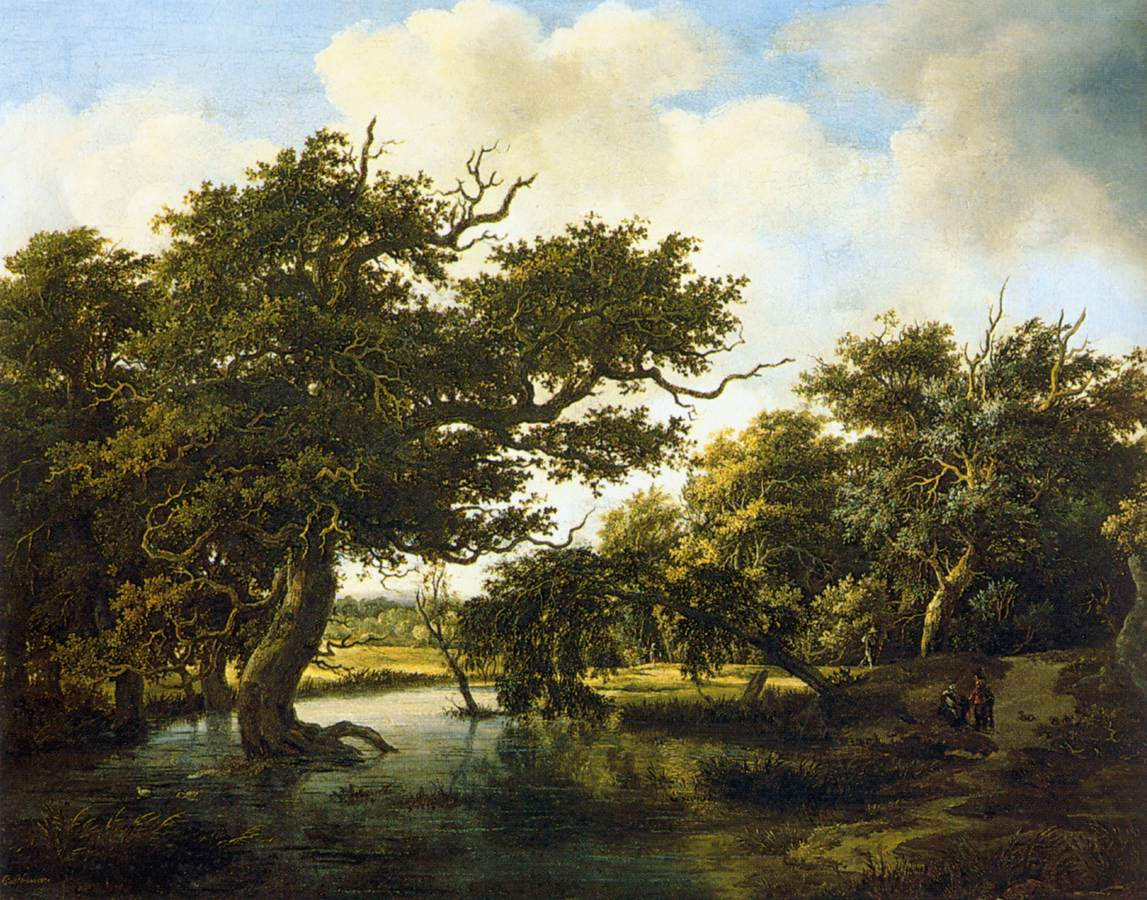
Bosque pantanoso, óleo sobre lienzo, 68,9 x 90,2 cm, Madrid, Museo Thyssen Bornemisza.

La posteridad ha reconocido a Hobbema y Ruisdael, juntos, como representantes del desarrollo final del arte paisajista en Holanda. Su estilo está tan próximo que no se puede entender uno desconectado del otro. Aun así sus obras difieren hasta cierto punto, y su carácter es generalmente tan marcado que resulta fácil diferenciarlos: Ruisdael más romántico, Hobbema, más lírico y sereno. Tampoco es difícil diferenciar la obra de Hobbema de otras producciones más débiles de sus imitadores y predecesores como Isaac Ruysdael, Rontbouts, de Vries, Dekker, Looten, Verboom, do Bois, van Kessel, van der Hagen, incluso Philip de Koningk.
En el ejercicio de su arte, Hobbema era extremadamente paciente. Es dudoso que alguien haya dominado tan enteramente la representación de la naturaleza tranquila de bosques o molinos. Y no puede creerse que obtuviera esta maestría de forma distinta a su constante residir en el mismo vecindario, en los Guelders o en la frontera holandesa con Westfalia, donde día tras día estudiaría las ramas y el follaje de los árboles, con distintas luces y sombras, en todos los cambios que las estaciones producen. Aunque sus paisajes están en tonos suaves y moderados, generalmente en color verde oliva, y a menudo usando un gris puritano o rosado, sorprenden, no solo por la variedad de su follaje, sino también por el detalle de su acabado. Con gran sutileza se muestra la luz que atraviesa una nube, iluminando diversas porciones del suelo, brillando a través de hojas y hojas. Si se le ofrece la oportunidad, refleja todo esto en las tranquilas aguas de un remanso en el río cerca de un cottage, o en una corriente que alimenta un molino. El mismo lugar lo representa en diversos cuadros. Un molino le ofrece repetidas oportunidades de captar la atención; y este maravilloso artista, que sólo es secundario respecto a Ruysdael porque carece de la versatilidad de Ruysdael y no extendió sus habilidades lo mismo a las llanuras que a las altas montañas, o torrentes o estuarios -este es el hombre que vivió en la penuria, murió pobre, y no dejó rastro en los anales artísticos de su país. Se dice que Hobbema no pintó las figuras que aparecen en sus cuadros, labor que dejaba a Adriaen van de Velde, Jan Lingelbach, Barendt Gael, y Abraham Storck. Esto sigue siendo una mera conjetura.
Las mejores obras de Hobbema son las de los años 1663 a 1667. De las primeras, varias están en las galerías de Bruselas y San Petersburgo y una en la colección Holford. De 1665 hay varias en la Grosvenor House y en la colección Wallace. De las siete piezas que hay en la National Gallery de Londres, incluyendo la Avenida de Middelharnis, que algunos atribuyen a 1689, y las Ruinas del castillo Breberode, dos datan de 1667. Un ejemplo de las obras de finales de estos años están igualmente en el Museo Fitzwilliam en Cambridge. Entre las obras maestras en manos privadas en Inglaterra pueden señalarse dos paisajes en Buckingham Palace, dos en Bridgewater House, y una que pertenece al Sr. Walter of Bearwood. En el continente europeo está Paisaje con árboles en la Galería de Berlín, un Bosque que pertenece a la duquesa de Sagan en París, y un Claro en el Louvre. Hay otras obras de Hobbema en el Museo de Amberes, y en la galería Arenberg de Bruselas.